# باتريك شيريدان
باتريك شيريدان (بالإنجليزية: Patrick Sheridan)‏ هو كاهن كاثوليكي أمريكي، ولد في 10 مارس 1922 في نيويورك في الولايات المتحدة، وتوفي بنفس المكان في 2 ديسمبر 2011.